# Pandya

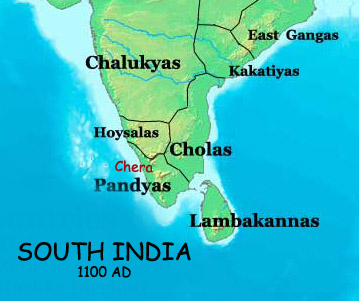
Pandya-Reich (um 1100)

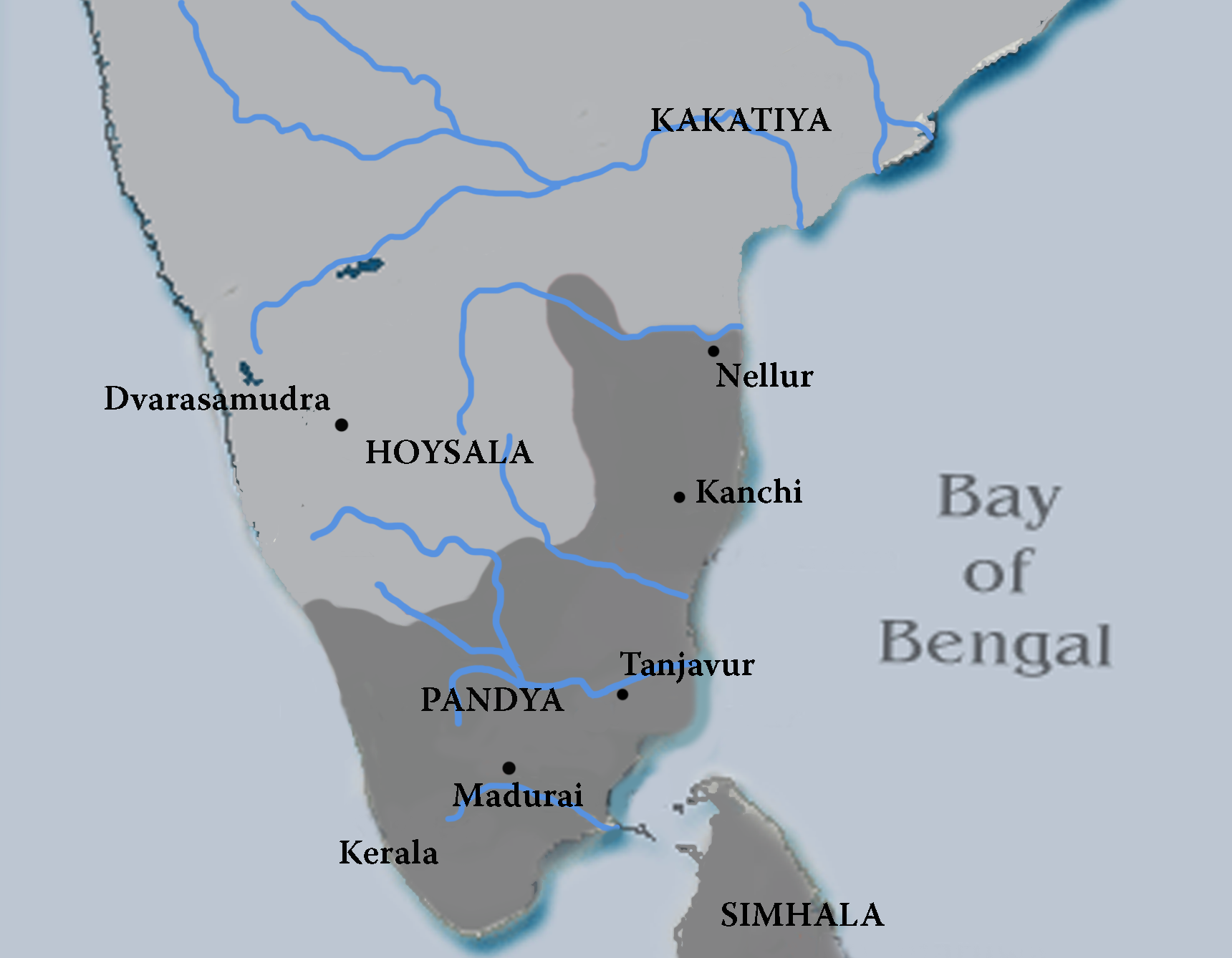
Pandya-Reich (um 1300)

Die Pandya waren eine südindische Dynastie. Sie zählen zu den Tamilen, saßen in Madurai und ihr Machthöhepunkt war im 13. Jahrhundert unter Jatavarman Sundara (reg. 1251–1268).

## Die Pandya in der Antike
Eine Dynastie dieses Namens existierte bereits zu Ashokas Zeit, neben den Cholas und Cheras (bzw. Keralas). Sie profitierte wie ihre Nachbarn vom regelmäßigen Handel, der über die Südspitze Indiens bis ins Römische Reich lief. So kam z. B. eine Pandya-Gesandtschaft um das Jahr 13 zu Kaiser Augustus nach Rom. Die frühen Pandya-Könige hielten sich römische Soldaten als Leibwache, die in der tamilischen Literatur als „stumme Fremde mit langen Mänteln, Waffen und grausamen Seelen“ beschrieben werden. Sie handelten mit Luxuswaren: Muscheln, Diamanten und Edelsteine, Goldartikel, Gewürze, Parfüme und besonders Perlen.
Die Bedeutung der Perlen wird sowohl bei Megasthenes (4. Jh. v. Chr.) als auch Marco Polo (13. Jh.) erwähnt. Die Bevölkerung lebte von der Fischerei, Salzgewinnung und vom Handel. Die Pandya-Könige traten als Förderer der Dichtung auf, vom 1. bis ins 4. Jahrhundert wurden zahlreiche Werke verfasst: die Sangam-Literatur. Die Herrschaft der Könige beruhte noch weitgehend auf Familien- und Stammesbindungen und die Vormacht der Region lag überwiegend bei den Cheras.
Partielle Liste der Pandyas der Sangam-Zeit:
- 000000000 Nedunj Cheliyan I. (Aariyap Padai Kadantha Nedunj Cheliyan)
- 000000000 Pudappandiyan
- 000000000 Mudukudumi Paruvaludhi
- 000000000 Nedunj Cheliyan II.
- 000000000 Nan Maran
- 000000000 Nedunj Cheliyan III. (Talaiyaalanganathu Seruvendra Nedunj Cheliyan)
- 000000000 Maran Valudi
- 000000000 Musiri Mutriya Cheliyan
- 000000000 Ukkirap Peruvaludi

## Pandya des frühen Mittelalters
Die Intervention der Kalabhra beendete die Sangam-Zeit in den südindischen Königreichen und das Mittelalter begann. Die Pallava stiegen Ende des 6. Jahrhunderts zur Vormacht im Süden auf und drückten die Pandya und Chola zu Vasallen herab. Das Wenige, was man über die Pandya-Könige des 7. bis 10. Jahrhunderts weiß, bezieht sich fast ausschließlich auf ständige Kriege mit den Pallavas, den Cheras und mit Ceylon. Der buddhistische chinesische Mönch Xuanzang besuchte 640 n. Chr. das Königreich. Der Einfluss der Buddhisten war zu der Zeit bereits im Schwinden begriffen und kurz danach trat der König zur Shiva-Verehrung über und ließ die Jainas ermorden.

## Pandya-Könige im 6.–10. Jahrhundert
- 560–590 Kadungon
- 590–620 Maravarman Avani Culamani
- 620–640 Cezhiyan Cendan
- 670–710 Arikesari Maravarman Nindraseer Nedumaaran
- 710–735 Kochadaiyan Ranadhiran
- 735–765 Arikesari Parankusa Maravarman Rajasimha I.
- 765–790 Parantaka Nedunjadaiyan
- 790–800 Rasasingan II.
- 800–830 Varagunan I.
- 830–862 Sirmara Srivallabha
- 862–880 Varagunavarman II.
- 880–900 Parantaka Viranarayana
- 900–920 Maravarman Rajasimha II.

## Vasallen und Rivalen der Cholas
Im frühen 11. Jahrhundert wurden die Pandya zu Vasallen des Chola Rajaraja I. (reg. 985–1014). Erst am Ende des 12. Jahrhunderts begannen sie sich mit Hilfe des Königs von Ceylon, Parakramabahu wieder von den Chola zu lösen. Schon bald hätte der Chola-König Rajaraja III. (reg. 1216–1252) seinen Thron an den Pandya Maravarman (reg. 1216–1238) verloren, wenn ihn nicht der Hoysala Narasimha II. (reg. 1220–1234) noch einmal gerettet hätte. Der erfolgreichste König der Dynastie war Jatavarman Sundara (reg. 1251–1268). Er besiegte den Hoysala-König Someshvara II. (reg. 1234–1263), der in einer Schlacht fiel und intervenierte in Ceylon – kurz: er hatte die Vormachtstellung in Südindien inne. Schließlich endete 1279 dann auch das Chola-Reich. Lange konnten sich die Pandya dieser Dominanz aber nicht erfreuen: Der Feldzug Malik Kafurs, des Generals des Delhi-Sultans Ala ud-Din Khalji nach Südindien erschütterte 1311 (begünstigt durch einen Thronfolgekonflikt) auch die Pandya-Machtstellung. Die Hauptstadt Madurai wurde trotz harten Widerstandes niedergebrannt und die Tempelstädte geplündert.
Das Reich der Pandya wurde durch das Sultanat von Madurai (1335–1378) abgelöst.

## Pandya-Könige im 10.–14. Jahrhundert
- 000000000 Sundara Pandya I
- 000000000 Vira Pandya I
- 000000000 Vira Pandya II
- 000000000 Amarabhujanga Tivrakopa

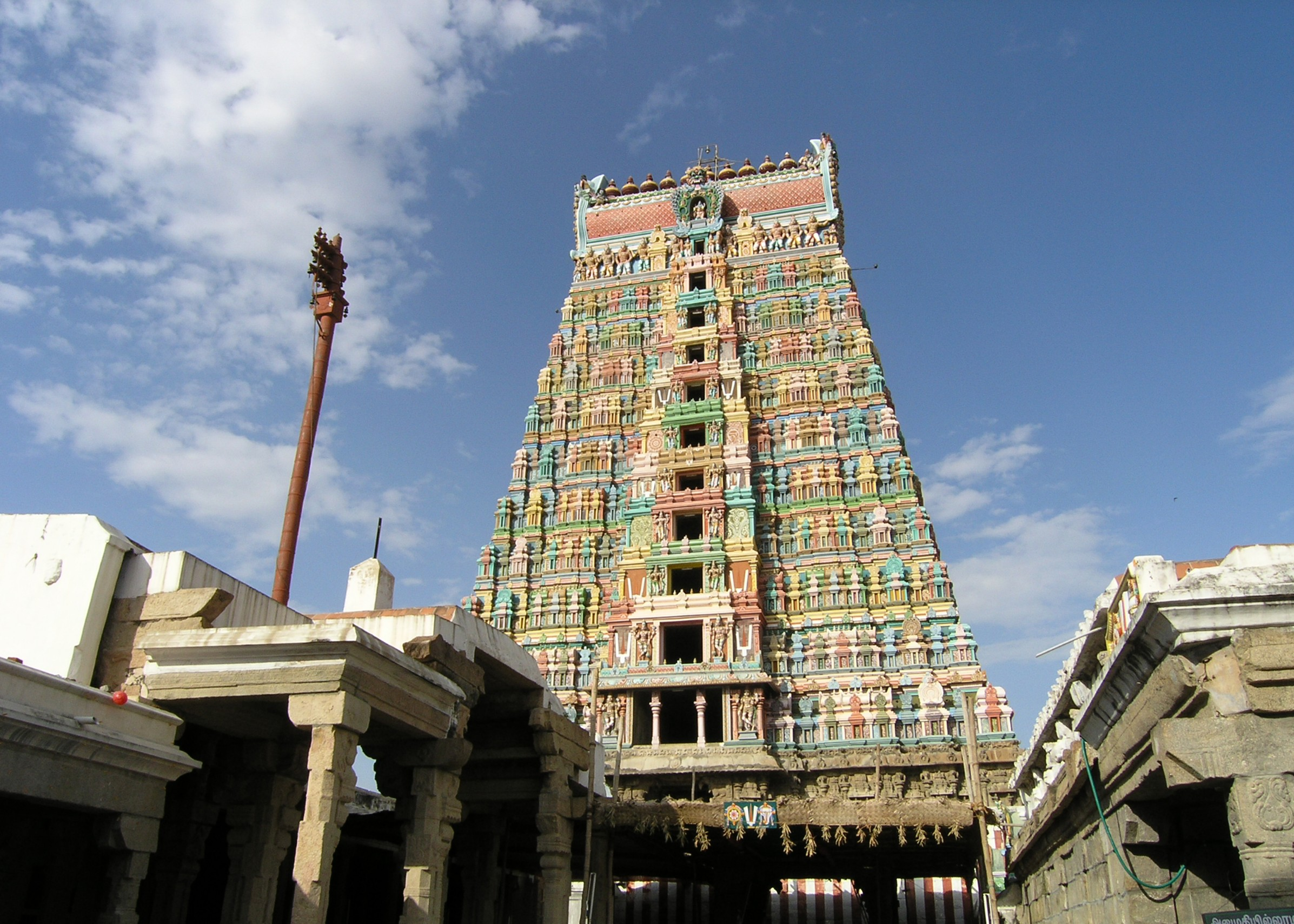
Der Torturm (gopuram) des Andal-Tempels in Srivilliputhur gilt als das offizielle Wahrzeichen Tamil Nadus.

Wappen Tamil Nadus

- 000000000 Jatavarman Sundara Chola Pandya
- 000000000 Maravarman Vikrama Chola Pandya
- 000000000 Maravarman Parakrama Chola Pandya
- 000000000 Jatavarman Chola Pandya
- 1101–1124 Srivallabha Manakulachala
- 1132–1161 Maaravaramban Seervallaban
- 1161–1162 Parakrama Pandiyan
- 000000000 Kulasekara Pandyan III
- 000000000 Vira Pandyan III
- 1175–1180 Jatavarman Srivallaban
- 1180–1216 Jatavarman Kulasekara Devan
- 1216–1238 Maravarman Sundara Pandya
- 1238–1240 Sundaravaramban Kulasekaran II
- 1241–1251 Maaravaramban Sundara Pandiyan II
- 1251–1268 Jatavarman Sundara Pandyan
- 1268–1308 Maaravaramban Kulasekara Pandyan I
- 1309–1327 Sundara Pandyan IV
- 1309–1345 Vira Pandyan IV